# فدراسیون عمومی باشگاه‌های بانوان
فدراسیون عمومی باشگاه‌های بانوان (انگلیسی: General Federation of Women's Clubs) با نام اختصاری «جی‌اف‌دبلیوسی» (GFWC) که در سال ۱۸۹۰ در جریان جنبش ترقی‌خواهی بنیان‌گذاری شد، فدراسیونی متشکل از بیش از ۳۰۰۰ باشگاه زنان در ایالات متحده آمریکا است که از طریق خدمات داوطلبانه، پیشرفت‌های مدنی را ترویج می‌کنند. بسیاری از فعالیت‌ها و پروژه‌های خدماتی آن به‌طور مستقل توسط باشگاه‌های محلی از طریق اجتماعات محلی خود یا با مشارکت‌های ملی این فدراسیون انجام می‌شود. فدراسیون عمومی باشگاه‌های بانوان نزدیک به ۷۰٬۰۰۰ عضو در سراسر ایالات متحده و جهان دارد. این فدراسیون یکی از بزرگ‌ترین و قدیمی‌ترین سازمان‌های غیرحزبی، غیر مذهبی و خدمات داوطلبانه زنان در جهان است و مقر اصلی آن در واشینگتن، دی.سی. است.

## برخی اعضای مشهور
- جین آدامز (۱۸۶۰–۱۹۳۵)
- دروتی دی. هوتون (۱۸۹۰–۱۹۷۲)
- جولیا وارد هوی (۱۸۱۹–۱۹۱۰)
- النور روزولت (۱۸۸۴–۱۹۶۲)
- نلی تیلو راس (۱۸۷۶–۱۹۷۷)
- مارگارت چیس اسمیت (۱۸۹۷–۱۹۹۵)
- فرانسیس ویلارد (۱۸۳۹–۱۸۹۸)
- زیتکالا-سا (۱۸۷۶–۱۹۳۸)